# TEG-15
El TEG-15 (Tren Eléctrico de Guadalajara 2015) es uno de los cuatro modelos de trenes que circulan en el Tren Eléctrico Urbano de Guadalajara, los cuales operan desde el 2017.

## Características
En total son 12 trenes de este modelo, los cuales tienen rejillas y ventiladores para controlar la temperatura de los vagones, debido al calor que sienten los pasajeros, un sistema de detección de incendios, pintura de color salmón en el interior y pintura blanca, roja y negra en el exterior, asientos de color rojo carmín, asientos preferenciales de color amarillo, palancas usadas como señal de alarma que pueden ser accionadas por los pasajeros, las cuales tienen micrófonos integrados para reportar la emergencia al operador del tren, lámparas led en el interior y letreros led digitales en las cabinas, a diferencia de los TLG-88 y los TEG-90 que poseen letreros analógicos.
Estos trenes fueron construidos en 2015, en Ciudad Sahagún, Hidalgo por Bombardier. Esos trenes circulan en la Línea 1.
La empresa canadiense Bombardier suministró los sistemas de señalización, electrificación y telecomunicación.

## External
- Wikimedia Commons alberga una categoría multimedia sobre TEG-15.
- «Arriba GDL Primera Unidad Tren Ligero». T21 MX. 21 de marzo de 2017. Archivado desde el original el 27 de marzo de 2017. Consultado el 6 de julio de 2018.
- Laura Elizabeth Trejo (8 de noviembre de 2017). «Manda Bombardier Ultimo Tren Ligero Guadalajara» [Send Bombardier last light train to Guadalajara]. El Indepientiente De Hidalgo. Archivado desde el original el 3 de septiembre de 2018. Consultado el 6 de julio de 2018.
- «Bombardier Gana Contrato de Tren Ligero de Guadalajara». Forbes Mexico. 6 de enero de 2016. Archivado desde el original el 7 de julio de 2018. Consultado el 6 de julio de 2018.
- Douglas John Bowen (19 de septiembre de 2012). «Bombardier, EMD team up to export locomotives». Railway Age. Archivado desde el original el 7 de julio de 2018. Consultado el 6 de julio de 2018. «The joint venture builds upon a similar collaboration between both companies at Bombardier’s manufacturing site in Ciudad Sahagun, Mexico. Bombardier will manufacture certain components, including underframes and bogies, and assemble the EMD locomotives at its Savli, Gujarat facility in India.»
- «Bombardier increasing light rail capacity in Guadalajara». Canadian Manufacturing. 28 de marzo de 2017. Archivado desde el original el 28 de marzo de 2017. Consultado el 6 de julio de 2018. «The TEG-15 LRV is part of Bombardier’s Mexican light rail product line, with more than 100 trains in service in Mexico’s three largest cities: Guadalajara, Monterrey and Mexico City. The project is being managed by teams working out of Bombardier’s Ciudad Sahagún facility in the State of Hidalgo.»
- «Siteur receives first TEG-15 LRV from Bombardier». Railway Technology magazine. Archivado desde el original el 28 de agosto de 2018. Consultado el 6 de julio de 2018. «Sistema de Tren Eléctrico Urbano (Siteur) has received the first TEG-15 light rail vehicle (LRV) model from Bombardier in Guadalajara, Mexico. The LRV is part of an order placed by Siteur on 29 December 2015 with Bombardier to supply 12 two-car LRVs.»
- 2017-03-21. «Guadalajara takes delivery of first TEG-15 trainset». Metro Report International. Archivado desde el original el 7 de julio de 2018. Consultado el 6 de julio de 2018. «The new trains are expected to increase peak capacity by 50% on Line 1. Each two-car trainset is 29·6 m long. They are expected to run in pairs, and will have a maximum speed of 80 km/h.»
- «Bombardier delivers trains for Guadalajara Line 1». International Railway Journal. 21 de marzo de 2017. Archivado desde el original el 7 de julio de 2018. Consultado el 6 de julio de 2018. «The 750V dc two-car TEG-15 trains are being built at Bombardier’s plant in Sahagún, Mexico, under a Pesos 752m ($US 31.5m) contract awarded by Guadalajara Urban Electric Train Company (Siteur) at the end of 2015.»
- «Bombardier's First Train for SITEUR Arrives in Guadalajara». Mass Transit magazine. 27 de marzo de 2017. Archivado desde el original el 7 de julio de 2018. Consultado el 6 de julio de 2018. «The train will run on SITEUR's Line 1 as part of the Jalisco government's plan to extend and modernize the line. The last train is scheduled to be delivered by the end of November 2017.»

- Datos: Q29043453
- Multimedia: SITEUR TEG-15 Stock / Q29043453